# NXT TakeOver: Philadelphia
L'édition Philadelphia de NXT TakeOver est une manifestation de catch (lutte professionnelle) produite par World Wrestling Entertainment, une fédération de catch américaine, qui est diffusée sur le WWE Network et visible uniquement en streaming payant vie le WWE Network. Cet événement met en avant les Superstars de la NXT, le club-école de la compagnie. L'événement s'est déroulé le 27 janvier 2018 au Wells Fargo Center à Philadelphie, dans l'état de Pennsylvanie. Il s'agit du dix-neuvième événement de NXT TakeOver.

## Contexte
Les spectacles de la World Wrestling Entertainment (WWE) sont constitués de matchs aux résultats prédéterminés par les scénaristes de la WWE. Ces rencontres sont justifiées par des storylines – une rivalité avec un catcheur, la plupart du temps – ou par des qualifications survenues dans les shows de la WWE telles que Raw, SmackDown et NXT. Tous les catcheurs possèdent une gimmick, c'est-à-dire qu'ils incarnent un personnage gentil (Face) ou méchant (Heel), qui évolue au fil des rencontres. Un événement comme New Orleans est donc un événement tournant pour les différentes storylines en cours,.

## Tableau des matchs
| Ordre par numéros                                                                         | Résultat | Stipulation(s)                                    | Temps |
| ----------------------------------------------------------------------------------------- | --- | ------------------------------------------------- | ----- |
| 1                                                                                         | The Undisputed Era (Bobby Fish et Kyle O'Reilly) (c) battent The Authors of Pain (Akam et Rezar) (avec Paul Ellering) | Tag Team match pour les NXT Tag Team Championship | 14:50 |
| 2                                                                                         | Velveteen Dream bat Kassius Ohno                                                                                      | Match simple                                      | 10:45 |
| 3                                                                                         | Ember Moon (c) bat Shayna Baszler                                                                                     | Match simple pour le NXT Women's Championship     | 10:06 |
| 4                                                                                         | Aleister Black bat Adam Cole                                                                                          | Extreme Rules match                               | 22:02 |
| 5                                                                                         | Andrade "Cien" Almas (c) (avec Zelina Vega) bat Johnny Gargano                                                        | Match simple pour le NXT Championship             | 32:22 |
| La lettre C placée entre parenthèses désigne la personne ou l’équipe championne en titre. | |                                                   |       |